# 網島毅
網島 毅（あみしま つよし、1905年（明治38年）6月2日 - 1995年（平成7年）4月2日）は、昭和時代から平成時代の通信技術者。

## 経歴
北海道小樽市出身。1929年（昭和4年）北海道大学工学部を卒業、逓信省工務局に奉職。無線課長、電波局電波課長、電波局長、電波管理局長官を歴任。この間、1936年（昭和11年）ベルリンオリンピック開催に際した日独間無線写真伝送実験、航空無線用超短波全方向式ビーコンの発明考案などに貢献した。
行政面では、1937年（昭和12年）カイロで行われた国際電信電話会議及び国際無線通信会議に政府委員として出席したほか、1948年（昭和23年）メキシコシティの国際短波放送会議にはSCAP代表の技術顧問として赴き、日本に対する国際放送周波数の割り当ての原則の確認を得た。のち電波管理局長官の時、電波法及び放送法を制定した。また、電波管理委員会の発足時には副委員長（のち委員長）となり民間放送の実現に寄与した。
ほか、電気通信協会会長、住友スリーエム（現・スリーエム ジャパン）社長、愛知工業大学教授などを務めた。1975年に勲一等瑞宝章を受章、1978年にNHK放送文化賞を受賞。
1995年4月2日、心筋梗塞のため死去。

## 著作

### 著書

#### 単著
- 『無線局の設計』共立社〈無線工学講座 9〉、1934年6月。
- 『無線局の設計』共立社、1937年5月。
- 『波涛 電波とともに五十年』電気通信振興会、1992年2月。

#### 共著
- 金原淳、網島毅、永田良孝『無線に依る遠隔地間の写真電送に就て』逓信省工務局〈電信電話調査報告 第6号 其の1〉、1936年6月。
- 網島毅、鈴木竹雄、矢野一郎、酒井三郎 著、放送文化基金編 編『放送史への証言(1) ～放送関係者の聞き取り調査から～』放送関係者の聞き取り調査研究会監修、日本放送教育協会、1993年4月。

### 論文
- 「二個の四極真空管を直接組合せたる綜合特性」『電気学会雑誌』第51巻第519号、電気学会、1931年10月、705-707頁、NAID 130003613593。
- 「無線灯台」『電気学会雑誌』第58巻第605号、電気学会、1938年12月、62頁、NAID 130003614729。
- 「臨時無線通信主管庁会議報告」『電波時報』第7巻第2号、電波振興会、1952年2月、2-6頁、NAID 40018110324。
- 「講和条約発効後の電波界」『電波時報』第7巻第5号、電波振興会、1952年5月、2-5頁、NAID 40018110355。
- 阿部眞之助、網島毅「文化と電波」『電波時報』第8巻第6号、電波振興会、1953年6月、26-35頁、NAID 40018110451。
- 「わが国最初の短波放送を語る」『電気通信』第17巻第89号、電気通信協会、1954年5月、2-11頁、NAID 40018088181。
- 「メキシコの思い出――国際電波会議のことなど」『世界週報』第36巻第5号、時事通信社、1955年2月、30-31頁、NAID 40002124380。
- 「宇宙開発政策大綱について」『経団連月報』第26巻第5号、経済団体連合会、1978年5月、38-41頁、NAID 40000961338。
- 「敬愛する藤島克己さんの死を悼む」『テレビジョン学会誌』第40巻第4号、映像情報メディア学会、1986年4月、1-2頁、NAID 110003676151。

#### 博士論文
- 「無線通信に対する妨害雑音の測定とその応用に関する研究」、北海道大学、1962年3月19日、NAID 500000317734。